# Enrique Rodríguez Guerrero
Enrique Rodríguez Guerrero (ur. 8 listopada 1983 w Grenadzie) – hiszpański szachista, arcymistrz od 2007 roku.

## Kariera szachowa
Wielokrotnie startował w finałach mistrzostw Hiszpanii juniorów w różnych kategoriach wiekowych, w 2002 r, zdobywając tytuł wicemistrza kraju do lat 20. Trzykrotnie reprezentował Hiszpanię w mistrzostwach świata juniorów, w kategoriach do 16 (1999) i 18 lat (2000, 2001).
Pierwszy sukces na arenie międzynarodowej odniósł w 2002 r., zwyciężając (wspólnie z Horacio Saldano) w otwartym turnieju w Mancha Real. Normy na tytuł arcymistrzowski wypełnił w Maladze (2004, dz. II m. za Ibragimem Chamrakułowem, wspólnie z Roberto Cifuentesem Paradą, Olegiem Korniejewem i Salvadorem Gabrielem Del Río Angelisem), Dos Hermanas (2005, I m. przed m.in. Iwanem Czeparinowem) i Grenadzie (2006, dz I m. wspólnie z m.in. Danielem Camporą, Witalijem Koziakiem i Karenem Movsziszianem). W 2007 r. samodzielnie zwyciężył w kolejnym openie, rozegranym w Walencji.
Najwyższy ranking w dotychczasowej karierze osiągnął 1 kwietnia 2003 r., z wynikiem 2502 punktów zajmował wówczas 8. miejsce wśród hiszpańskich szachistów.